# Simon Cho
Simon Cho (ur. 7 października 1991 w Seulu, Korea Południowa) – amerykański łyżwiarz szybki, startujący w short tracku. Brązowy medalista olimpijski z Vancouver, złoty i srebrny medalista mistrzostw świata.
Startował na Igrzyskach w Vancouver. W sztafecie na 5000 metrów, razem z J.R. Celskim, Travisem Jaynerem, Jordanem Malone i Apolo Antonem Ohno, zdobył brązowy medal. W biegu na 500 metrów zajął 11. miejsce.